# Angelo Dawkins
Gary Gordon (ur. 24 lipca 1990 w Fairfield) – amerykański profesjonalny wrestler, obecnie występujący w federacji WWE w rozwojowym brandzie NXT pod pseudonimem ringowym Angelo Dawkins.

## Wczesne życie
Gordon uczęszczał do Harper College, w którym praktykował football, wrestling i lekkoatletykę.

## Kariera profesjonalnego wrestlera

### WWE

#### NXT (od 2012)
Gordon podpisał kontrakt rozwojowy z federacją WWE pod koniec 2012 i odbył debiut podczas gali typu house show rozwojowego brandu NXT 20 grudnia 2012, gdzie wystąpił pod pseudonimem ringowym Angelo Dawkins i przegrał z Sawyerem Fultonem. Jego telewizyjny debiut nastąpił 19 czerwca 2013 podczas odcinka tygodniówki NXT, gdzie przegrał z Samim Zaynem. Przez trzy kolejne lata sporadycznie występował w roli jobbera, a także współpracował w drużynie z Sawyerem Fultonem, lecz duo przegrywało z takimi drużynami jak Enzo Amore i Colin Cassady, The Vaudevillains, Blake i Murphy oraz The Hype Bros. W styczniu 2017 uformował drużynę z Montezem Fordem jako The Street Profits. Od 12 lipca zaczęto emitować winietki promujące ich debiut jako zespół; zadebiutowali 9 sierpnia w roli protagonistów pokonując The Metro Brothers. 16 sierpnia pokonali Chrisa Silvio i Larsa Sullivana.

## Styl walki
- Finishery
  - Pop-up spinebuster

- Inne ruchy
  - Right-handed knockout hook
  - Running splash
  - Spear
  - Spinning stinger splash

- Przydomki
  - „The Curse of Greatness”

- Motywy muzyczne
  - „Bring the Swag” ~ CFO$ i J-Frost

## Mistrzostwa i osiągnięcia
- Pro Wrestling Illustrated
  - PWI umieściło go w top 500 wrestlerów rankingu PWI 500: 350. miejsce w 2016; 416. miejsce w 2017